# Coesfeld-Lette
Lette (ehemalige Gemeinde Lette) ist ein Stadtteil der Kreisstadt Coesfeld im Münsterland mit etwa 6127 Einwohnern (Stand 2021).
Im Letter Bruch besteht aktuell einer der landesweit größten Windparks für die Energiewende. Durch die 13 Anlagen werden jährlich rund 125 Millionen kWh sauberer Strom erzeugt, was rechnerisch den Bedarf von rund 40.000 Haushalten deckt und damit jährlich über 53.000 Tonnen klimaschädliches CO2 einspart.
Lette ist bekannt durch den Hauptsitz des Textileinzelhandelsunternehmen Ernsting’s family, welches im Jahre 1967 im elterlichen Wohnhaus von Kurt Ernsting gegründet wurde.

## Geographie
Lette liegt im Westen der Westfälischen Bucht und im Norden des Naturparks Hohe Mark-Westmünsterland. Lette liegt am westlichen Rand innerhalb des Kernmünsterlandes, währenddessen die Stadt Coesfeld dem Westmünsterland zugeordnet wird.
An der nordöstlichen Grenze beginnen die Ausläufer der Baumberge mit zum Teil sehr alten Wäldern (Roruper Holz). Im Südwesten liegen das ehemalige, jetzt kultivierte Moorgebiet Letter Brook und das Hohe Venn. Die leichten Erhebungen, die sich von Norden nach Süden erstrecken (Esche), sind seit früher Zeit Kulturland und werden in der Nähe des Dorfkerns vom Bühlbach durchschnitten.
Der Ort liegt an der Bundesstraße 474. Die Autobahnanschlussstelle Dülmen der Autobahn 43 befindet sich etwa vier Kilometer entfernt. Lette hat einen Haltepunkt an der Bahnstrecke Dortmund–Gronau. Der nächstgelegene Bahnhof ist in Coesfeld.

### Einwohnerentwicklung
Im Jahr 1979 lebten 4347 Einwohner in Lette, 1988 waren es 4621.
Beim Zensus 2022 lebten in Lette 4080 Menschen.

## Geschichte

### Geschichte bis 1945
Erstmals wurde Lette um 890 im Urbar der Benediktiner Abtei Essen-Werden schriftlich erwähnt. Letter Bauern zahlten zu dieser Zeit dem Kloster des heiligen Liudger Abgaben in Form von Naturalien, die meisten Letteraner waren allerdings dem Herren von Lette (Rittersitz Lette/Wasserschloss) gegenüber zu Abgaben verpflichtet.
Die Besitzer des kleinen münsterländischen Wasserschlosses mit Haupt- und Vorburg, Kapelle und umfangreichem Gräftensystem, die Herren von Lette und deren Nachfolger, waren gleichzeitig Erbholzrichter der Letter Mark. Zum Wasserschloss gehörte ein umfangreicher Wald- und Grundbesitz, und der überwiegende Teil der Letter Bevölkerung war den Besitzern abgabepflichtig.
Die Reste des Wasserschlosses mussten später dem Bau der Bahnstrecke Dortmund–Gronau weichen.
Christliches Leben entstand erst mit der Errichtung des ersten Kirchengebäudes. Weil wie auch bei vielen anderen Kirchen des Raumes eine Gründungsurkunde fehlt, gibt es keine gesicherten Angaben. Wahrscheinlich hat man die erste kleine Kirche auf den Besitz der Herren von Lette errichtet. Um 1175 war Luidolf von Lette Ministerial des Bischofs von Münster. Der damalige Bischof Hermann II. (1173–1202) förderte neue Kirchengründungen und erhob z. B. Coesfeld 1197 zur Stadt. Für diese Gründungsannahme spricht auch, dass im Chor der Letter Kirche jahrhundertelang für die jeweiligen Eigentümer des Rittersitzes Lette Patronatssitze bereitgehalten werden mussten. Außerdem erhielten sie, wie die archäologischen Kirchengrabungen beweisen, bevorzugte Gräber innerhalb der Kirche. Nach kanonischem Recht wurde die Aufsicht über die Letter Kirche (Archidiakon) dem Probst des Klosters Varlar übertragen. Die pastoralen Aufgaben übernahmen seinerzeit Patres aus dem Kloster Varlar sowie Minoriten, Kapuziner und Prädikanten. Sie wurden nach 1661 durch Weltpriester abgelöst, und diese residierten im Letter Pfarrhaus.
1919 wurde die alte Kirche („Piepenprüöcker“) abgebrochen und entsprechend dem Bevölkerungszuwachs wurde an anderer Stelle ein neues Kirchengebäude errichtet. Heute dominiert die neue Johanneskirche im neuromanischen, klassizistischen Stil das Ortsbild.
Mit dem Neubau der Johannesschule im Jahre 1934 und der Kardinal-von-Galen-Schule 1968 verloren die alten Schulgebäude ihre Funktion. Das ehemalige Schulgebäude an der Bahnhofsallee wurde zum Teil entkernt und zum Heimatmuseum im Fachwerkstil umgestaltet. Es beherbergt auch die Nebenstelle der Stadtverwaltung Coesfeld. Die Kardinal-von-Galen-Schule belegt heute das Gelände des ehemaligen Rittersitzes Lette.
Während das Dorf den Ersten Weltkrieg ohne Schaden überstanden hat, zerstörten Fliegerbombardierungen im Zweiten Weltkrieg viele Menschenleben und Bauten. Die Kriegsschäden sind inzwischen behoben und viele Letteraner erstellten ihre Neubauten in der charakteristischen Fachwerkbauweise.

### Geschichte ab 1945
Am 1. Januar 1975 wurde die bis dahin selbständige Gemeinde Lette in die Kreisstadt Coesfeld eingegliedert. Obwohl ein Bürgerentscheid abgehalten (Ergebnis: deutliche Mehrheit gegen eine Eingliederung in die Stadt Coesfeld) und der Gemeinderat von Lette sich gegen eine Eingliederung ausgesprochen hat, wurde seitens des Landes NRW und der Bezirksregierung Münster deutlich gemacht, dass ein gewünschter Zusammenschluss der Gemeinde Lette mit dem Amt Rorup und Darup nicht in Betracht gezogen wird. Aufgrund fehlender Alternativen blieb dem Gemeinderat von Lette keine Alternative und stimmte der Eingemeindung schließlich zu.
Ebenfalls im Jahr 1975 wurde der Gemeindeplatz fertiggestellt. 1980 wurden die Ortsdurchfahrt der Bundesstraße 474 aus-, sowie das Bürgerhaus Böinghof (2017 geschlossen) neugebaut. Im Jahr 1990 wurde zur 1100-Jahr-Feier Lettes eine Festwoche abgehalten. Bei einer Ausgrabung am ehemaligen Haus Lette wurden Sandsteingesims, Fenstergewände und Keramikstücke gefunden. Ebenso wurde in diesem Jahr das Eisenbahnmuseum Alter Bahnhof Lette eröffnet.
Im Jahr 1992 wurde im Ort ein Flachgrab der Trichterbecherkultur an der Wesselingstrasse/Coesfelder Straße entdeckt, in dem im Wesentlichen 20 zerscherbte, meist gut verzierte Keramiken aus der Steinzeit (etwa 3400–2850 v. Chr.) geborgen wurden. Diese sind im lokalen Heimatmuseum des Dorfes ausgestellt.
1996 wurde das Glasmuseum Alter Hof Herding eröffnet. Im Jahr 2004 wurde die Ortsumgehung für die B 474 in Betrieb genommen. 2007 wurde die ehemalige Johannes-Hauptschule abgerissen, sie war zuletzt als Außenstandort der Freiherr-vom-Stein-Realschule genutzt worden. Seit 2019 verfügt Lette über ein Glasfasernetz.

### DIEK Lette
Auf Wunsch des Bezirksausschusses Lette hat der Rat der Stadt Coesfeld am 8. November 2018 das Dorfinnenentwicklungskonzept (DIEK) für Lette beschlossen. Ziel des Projektes war es, dass unter großer Beteiligung der Bevölkerung Maßnahmen definiert wurden, bei denen sich Lette weiterentwickeln soll. Folgende Projekte wurden als sog. „Starterprojekte“ beschlossen und werden von der Verwaltung prioritär begleitet:
- Projekt 1.1: Umgestaltung des alten Kirchplatzes
- Projekt 2.1: Gemeindeplatz Lette – Generationenpark und Festplatz
- Projekt 2.1: Heimathaus (in Zusammenhang mit Projekt 2.2: Fortbestand Ausstellung zum Barackenlager)[10]

Weitere umgesetzte/geplante Projekte:
- Wohnmobilstellplätze
- Lastenräder
- Spielplatzmodernisierung
- Mitfahrbank
- Verkehrssicherheit; Neue und sichere Radwege
- Umgestaltung Teich Fläche an der Grundschule/Dirt Park
- Multifunktions-Sporthalle
- Neugestaltung Lönsdenkmal

## Politik
Mit der Eingliederung der selbständigen Gemeinde Lette im Jahre 1975 in die Kreisstadt Coesfeld wurde ein Bezirksausschuss eingerichtet.

### Bezirksausschuss
Der Bezirksausschuss ist vor Beschlussfassung im Rat bzw. in den entscheidungsbefugten Ausschüssen zu den Angelegenheiten zu hören, die die Belange des Bezirks (Lette) in besonderem Maße betreffen. In diesem Rahmen kann er beratend tätig werden und Empfehlungen an den Rat oder entscheidungsbefugte Ausschüsse geben. Dies gilt insbesondere für folgende Angelegenheiten:
a) Unterhaltung und Ausstattung der im Bezirk gelegenen Schulen und öffentlichen Einrichtungen wie Sportplätze, Altenheime, Friedhöfe, Büchereien und ähnliche soziale und kulturelle Einrichtungen, deren Bedeutung nicht über den Bezirk hinausgeht;
b) Pflege des Ortsbildes und Ausgestaltung der Grün- und Parkanlagen, deren Bedeutung nicht über den Bezirk hinausgeht;
c) Die Festlegung der Reihenfolge der Arbeiten zum Um- und Ausbau sowie zur Unterhaltung und Instandsetzung von Straßen, Wegen und Plätzen von bezirklicher Bedeutung einschließlich der Straßenbeleuchtung, soweit es sich nicht um die Verkehrssicherungspflicht handelt;
d) Betreuung und Unterstützung örtlicher Vereine, Verbände und sonstiger Vereinigungen im Bezirk;
e) Veranstaltungen der Heimatpflege und des Brauchtums im Bezirk;
f) Information, Dokumentation und Repräsentation in Angelegenheiten des Bezirks;
g) Planungsfragen des Ortsteils Lette.
Der Bürgermeister ist berechtigt, den Vorsitzenden des Bezirksausschusses in geeigneten Fällen mit der Wahrnehmung repräsentativer Aufgaben und Verpflichtungen zu beauftragen.
Der Bezirksausschuss besteht aus 14 ordentlichen Mitgliedern.
Die Sitzverteilung orientiert sich am jeweiligen Stimmanteil der Parteien bei der Kommunalwahl in NRW vom 13. September 2020.
| Jahr | Vorsitzender              | CDU     | SPD     | ProCoesfeld | Grüne   | FDP     | Aktiv für Coesfeld | Familie |
| ---- | ------------------------- | ------- | ------- | ----------- | ------- | ------- | ------------------ | ------- |
| 1999 | Gerold Wilken (CDU)       | 8 Sitze | 4 Sitze | k. A.       | 1 Sitz  | 1 Sitz  | k. A.              | k. A.   |
| 2004 | Gerold Wilken (CDU)       | 8 Sitze | 3 Sitze | 3 Sitze     | 0 Sitze | 0 Sitze | k. A.              | k. A.   |
| 2009 | Bernd Rengshausen (CDU)   | 7 Sitze | 2 Sitze | 3 Sitze     | 1 Sitz  | 1 Sitz  | 0 Sitze            | k. A.   |
| 2014 | Bernhard Kestermann (CDU) | 8 Sitze | 2 Sitze | 2 Sitze     | 1 Sitz  | 1 Sitz  | 0 Sitze            | 0 Sitze |
| 2020 | Bernhard Kestermann (CDU) | 7 Sitze | 2 Sitze | 2 Sitze     | 2 Sitze | 0 Sitze | 1 Sitz             | 0 Sitze |

Für den Rat der Stadt Coesfeld wurden in den drei Letteraner Wahlbezirken folgende Direktvertreter gewählt:
Wahlkreis 17 (Außenbereich): Bernhard Kestermann (CDU); 49,48 %
Wahlkreis 18 (Lette Süd): Holger Weiling (CDU); 53,33 %
Wahlkreis 19 (Lette Nord): Dr. Heiner Kleinschneider (CDU); 47,21 %

### Wappen
Blasonierung: „Auf silbernem Grund gegittert mit je drei verflochtenen roten Stäben.“ Das Wappen ist dem Rittergeschlecht der Herren von Merfeld entlehnt.

### Städtepartnerschaft
Es besteht eine Partnerschaft mit der Gemeinde Plerguer (Frankreich).
Berthold Kolacki, Mitglied im Sportverein DJK Vorwärts Lette, knüpfte im Jahre 1964 während seines Studiums in Frankreich Kontakte zum Sportverein TA Rennes. 1966 lud der Sportverein DJK Vorwärts Lette den dortigen Sportverein E.S.S.M. Plerguer ein, Lette zu besuchen. 1968 besiegelten anlässlich des 45. Stiftungsfestes der DJK Vorwärts Lette Bürgermeister Romé und der Letteraner Bürgermeister Josef Schulze Herding durch Austausch von Urkunden die Partnerschaft. In den folgenden Jahren entwickelte sich der zweijährige Rhythmus von wechselseitigen Besuchen.
Im Jahre 2018 fand das Jubiläum zum 50-jährigen Bestehen der Partnerschaft statt.
Vorsitzende des Vereins ist seit 2021 Petra Nevels.

## Sehenswürdigkeiten

### Bauwerke
- St.-Johannes-Kirche, erbaut in den Jahren 1912 bis 1914
- Jansburg (mehr Erdwall als Burg)[16][17]

#### Alte Mühle
Als Ersatz für die Wassermühle errichtete der Wirt Anton Hülskamp im Jahre 1813 eine Windmühle auf dem Horst-Esch. 1820 verkaufte er die Mühle an den Landwirt Johann Wilhelm Baumeister, der sie 22 Jahre später an den Müller Johann Rütter verpachtete. 1891 ging die Mühle in das Eigentum der Familie Rütter über, was sich bis heute nicht geändert hat.
Heute steht die alte Mühle unter Denkmalschutz. Mit ihren Flügeln reicht sie mehr als 25 Meter hoch. Sie gehört zum Typ der Kappen- oder Turmwindmühle. Bei dieser Mühlenart steht der gesamte Unterbau (Turm) fest, und nur die Kappe wird in den Wind gedreht.
In früher Zeit war die Letter Windmühle noch mit 20.000 Holzschindeln gedeckt. Als man sie in den Jahren 1967–1969 restaurierte, wurde nur die Kappe wieder mit Holzschindeln eingedeckt, während der Rumpf eine Stützschalung erhielt.
Die Windmühle stellt eine historische Sehenswürdigkeit dar, weil die gewaltigen Flügel an eine Zeit erinnern, als die Müller der Gegend die Windkraft zum Mahlen des Getreides ausgenutzt haben. Da die Inneneinrichtung noch komplett vorhanden ist, zeigt die Mühle anschaulich, wie sie damals funktioniert hat.

Die Windmühle kann nach Absprache und Anmeldung besichtigt werden.

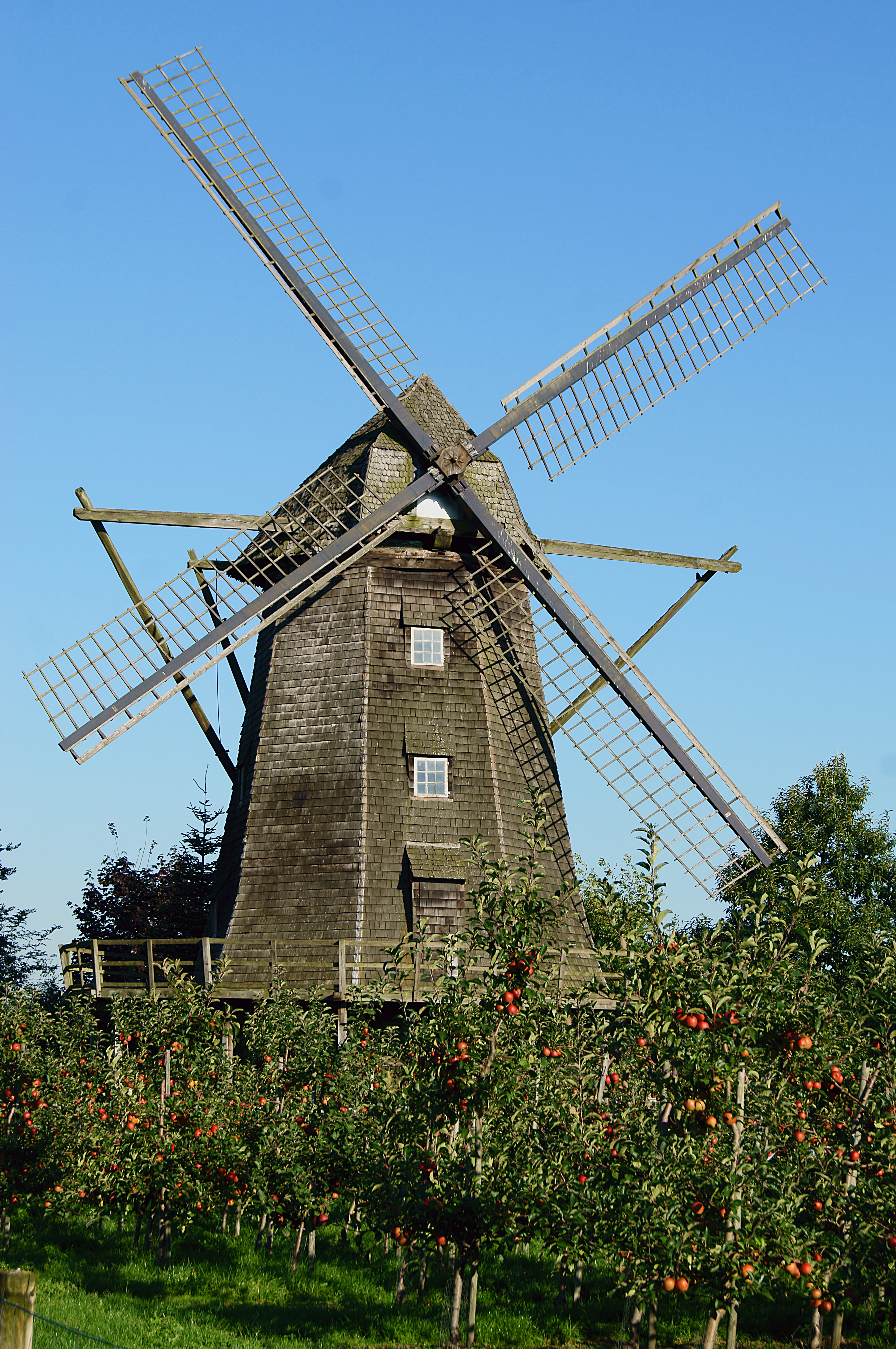
Die Letter Turmwindmühle ist Wahrzeichen des Ortes

### Museen
- Eisenbahnmuseum Alter Bahnhof Lette
- Glasmuseum Alter Hof Herding
- Heimathaus Lette

### Gedenkstätten
- Heidefriedhof (Lette)

#### Denkmal Barackenlager Lette

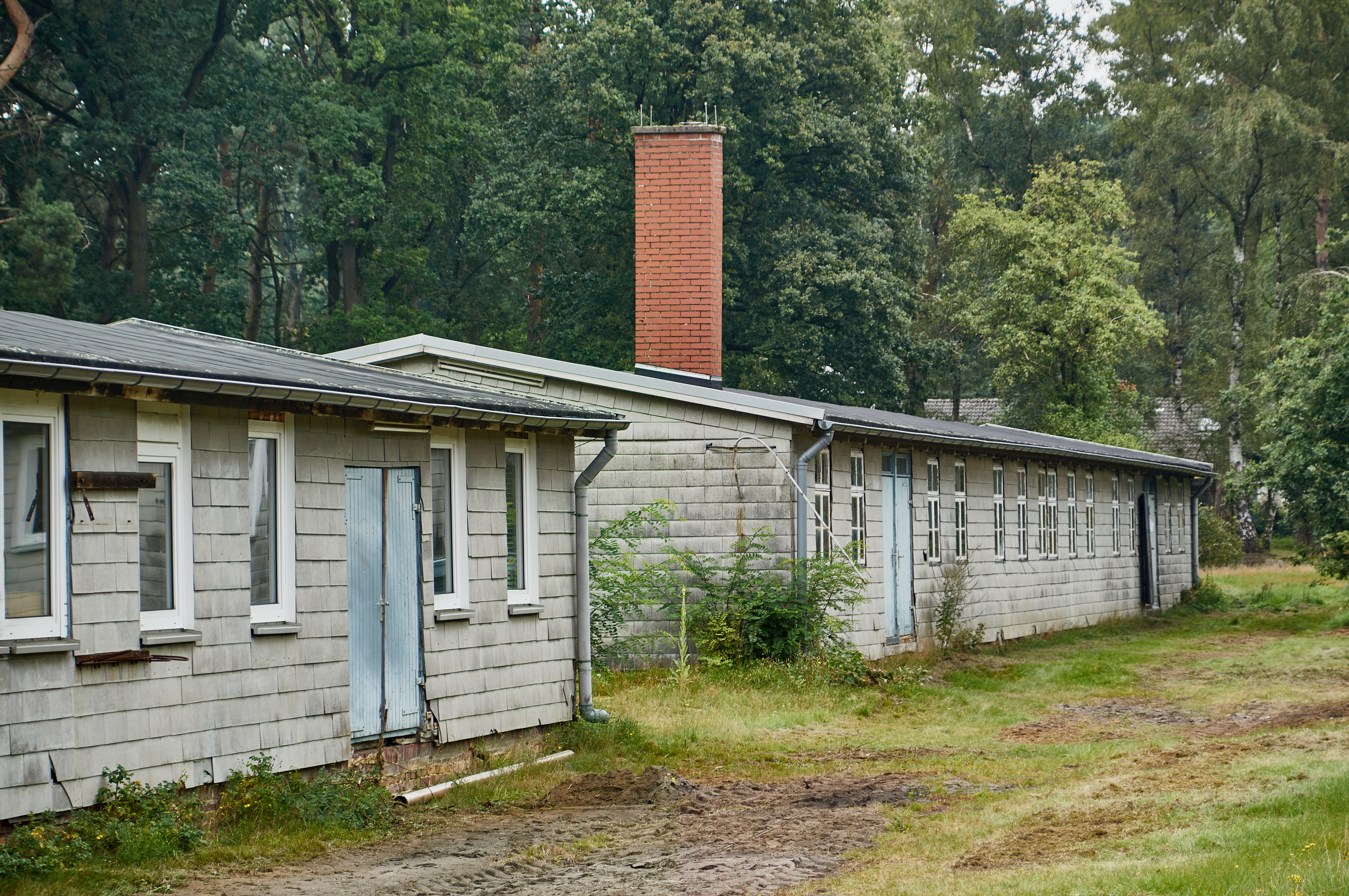
Baracken des ehemaligen Heidehofes

Das heute denkmalgeschützte Barackenlager in Coesfeld-Lette wurde 1933 als SA-Sportschule errichtet. Es diente der „wehrsportlichen“ und ideologischen Schulung von SA-Männern aus Deutschland und Österreich. 1935 übernahm der Reichsarbeitsdienst (RAD) das Barackenlager und baute es zur „RAD-Truppführerschule Nr. 8“ im Deutschen Reich mit einer Kapazität von rund 200 Personen aus.
Unmittelbar nach dem alliierten Einmarsch zu Kriegsende waren ab April 1945 im Barackenlager in Lette befreite ausländische Zwangsarbeitskräfte aus Polen und Russland untergebracht, bevor sie in ihre Heimatländer zurückgeführt wurden.
Ab 1. Mai 1946 bis Ende September 1946 nutzte der Kreis Coesfeld das notdürftig wiederhergerichtete Barackenlager als Durchgangslager für die gruppenweise im Kreisgebiet eintreffenden Ostvertriebenen, wobei die Belegungszahl auf 450 Personen erhöht war. Tausende müssen das Lager durchlaufen haben, denn 1951 lebten rund 11.000 Vertriebene im Kreis Coesfeld und stellten 14,8 % der Gesamtbevölkerung.
Ab Oktober 1946 richtete der Kreis Coesfeld das Lager als spezielles Altenpflegeheim für Ostvertriebene ein; 1950 erhielt es den Namen „Heidehof“. In seiner Nachbarschaft wurde 1950 auch der „Heidefriedhof“ angelegt, auf dem sich 119 Gräber von Vertriebenen befinden. Für rund 400 alte Menschen aus den Gebieten östlich von Oder und Neiße wurde der „Heidehof“ zur letzten Lebensstation. Als das Heim Ende August 1960 geschlossen wurde, übersiedelten die letzten Bewohner ins Heilig-Geist-Stift in Dülmen.
Das Gelände des Barackenlagers beherbergte in der Folgezeit das Zentrallager des Luftschutzhilfsdienstes des Landes Nordrhein-Westfalen, ab 1970 die Zentralwerkstatt des Katastrophenschutzes, die 1998 geschlossen wurde.
Seit 1993 steht das Barackenlager unter Denkmalschutz. 2003 wurde es in private Hand veräußert.
Ein Initiativkreis von Heimatvertriebenen aus der Grafschaft Glatz (Schlesien) plant im Zusammenwirken mit dem Heimat- und Verkehrsverein Lette e. V. in einem Teil des denkmalgeschützten Barackenlagers Lette eine Gedenkstätte mit Lernort einzurichten.[veraltet]
Die Gründung des Trägervereins „Denkmal Barackenlager Lette e. V.“ erfolgte am 22. August 2013.

## Sport und Freizeit
Lette verfügt neben einem modernen Sportplatz mit Kunstrasenplatz im Südwesten des Ortes über eine Turnhalle sowie ein Schwimmbad an der Kardinal-von-Galen-Schule. Weitere Sehenswürdigkeiten sind:

### Schützenfeste
In Lette gibt es drei Schützenvereine. Der Allgemeine Schützenverein Lette e. V. richtet an jedem dritten Wochenende im Juli das größte Schützenfest aus und ist neben dem Sportverein (DJK Vorwärts Lette e. V.) der mitgliederstärkste Verein in Lette. Zwei weitere Schützenfeste werden durch den Herteler Schützenverein e. V. (Wochenende nach Pfingsten) und den Letter Berger Schützenverein e. V. (Christi Himmelfahrt) ausgerichtet.

### Sonstige Veranstaltungen
Jährlich finden unter anderem der Kartoffelmarkt im Herbst sowie ein Adventstrubel am Wochenende vor Weihnachten statt. Weitere wiederkehrende Veranstaltungen sind der „Letter Lenz“ als Frühlingsfest sowie das Weinfest.

## Persönlichkeiten
- Kurt Ernsting (1929–2011), Unternehmer und Mäzen, Gründer von Ernsting’s family
- Lars A. Fischinger (* 1974), Sachbuchautor
- Sascha Peters (* 1969), Fußballspieler